# SLニセコ号

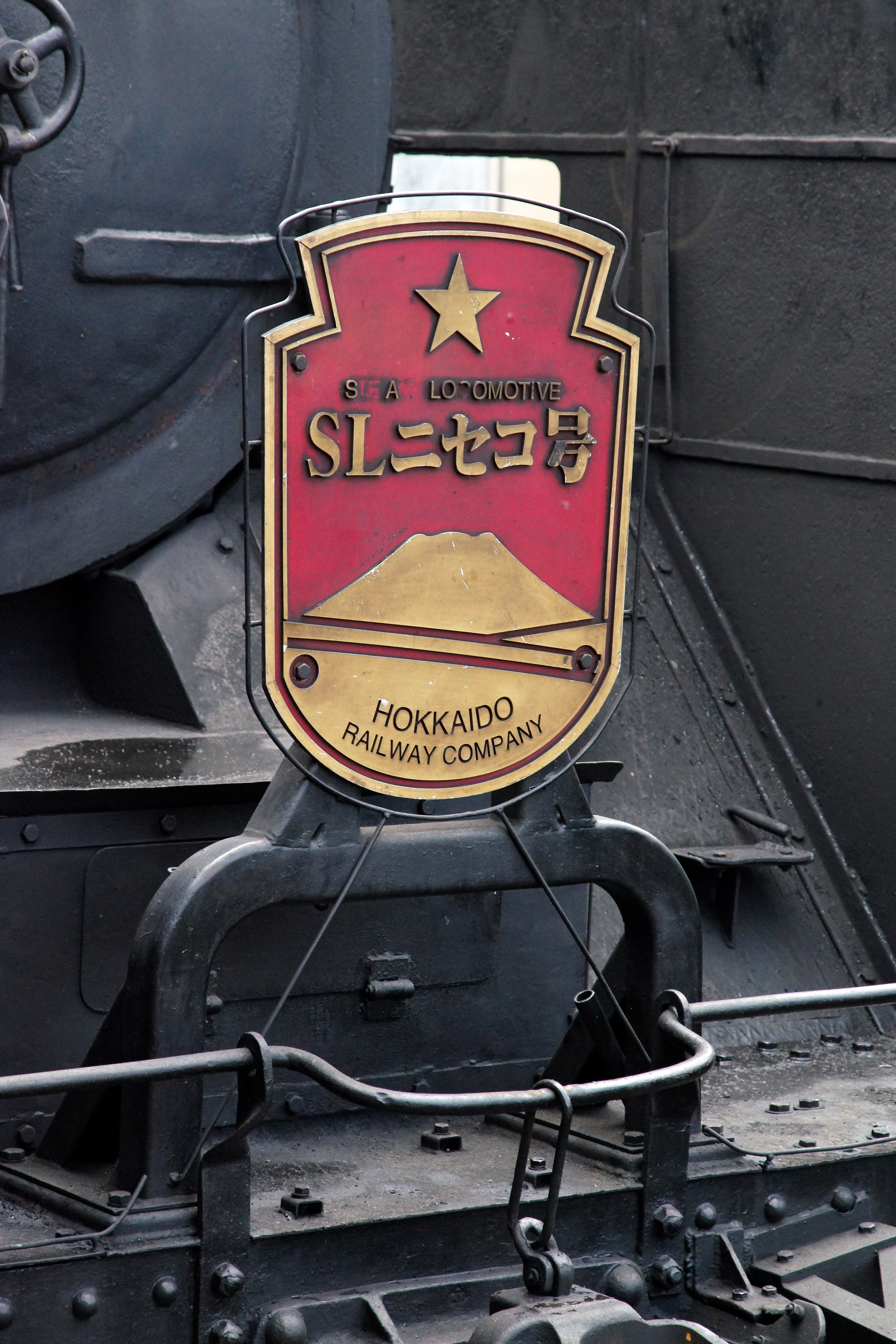
ヘッドマーク

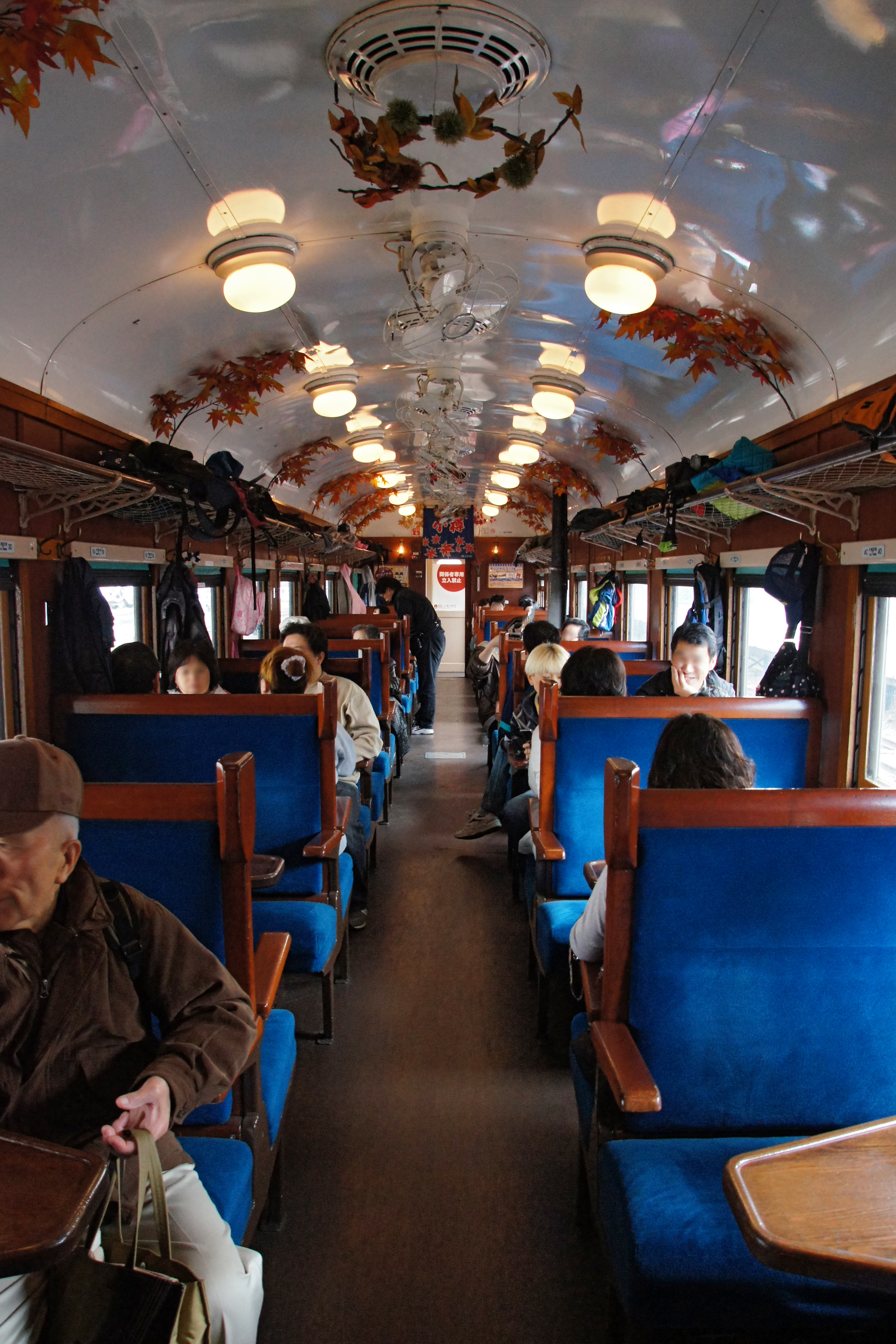
座席車インテリア

SLニセコ号（SLニセコごう）とは、北海道旅客鉄道（JR北海道）が函館本線札幌駅（当初は小樽駅） - 蘭越駅（当初はニセコ駅）間にて2000年（平成12年）4月1日から2014年（平成26年）11月3日まで運行していた蒸気機関車 (SL) 牽引による臨時列車である。運転区間が2001年（平成13年）9月8日に延長された。
1988年（昭和63年）から1995年（平成7年）まで函館本線にて運行されていたC62ニセコ号の後を引き継いでいる。
同列車を担当するSLに対し、新型の自動列車停止装置 (ATS) の搭載が難しい上、北海道新幹線の開業準備を優先させる必要性から、2014年度を最後にSL函館大沼号、SLはこだてクリスマスファンタジー号とともに運行取り止めの方向となり、2014年11月3日の最終運行をもって運転を終了した。なお、函館本線のSL列車は同年12月のSL函館大沼号、SLはこだてクリスマスファンタジー号の運行をもって終了した。

## 運行概況

### 運行時期
主に9月から11月の秋季に運行されていた。札幌 - 倶知安間は全車指定席、倶知安 - 蘭越間は全車自由席であった。

### 運行形態
上り札幌発蘭越行き列車は、札幌 - 小樽間をディーゼル機関車が牽引し、小樽 - 蘭越間ではディーゼル機関車が札幌方で後押ししており、SLが正方向で牽引していた。
下り蘭越発札幌行き列車は、蘭越 - 倶知安間と小樽 - 札幌間をディーゼル機関車が牽引し、倶知安 - 小樽間ではディーゼル機関車が蘭越方で後押ししており、SLがバック運転（逆機）で牽引していた。
搭載するボイラーの状態等による運行時の最高速度の制限を受けるSLでは、混雑区間である函館本線札幌 - 小樽間において他の列車の運行ダイヤに影響を与える点と、石炭の積載容量の関係上、同区間を運行することによる折り返し時の石炭不足を回避する観点から、上下列車ともディーゼル機関車が牽引していた。

### 停車駅
札幌駅 - 小樽駅 - 余市駅 - 仁木駅 - 小沢駅 - 倶知安駅 - ニセコ駅 - 昆布駅 - 蘭越駅

## 使用車両

### 牽引機関車
- C11形蒸気機関車（C11 171またはC11 207）

運行開始当初は、C11 171のみ使用されていたが、2000年10月7日からはC11 207も使用されていた。この2両が重連で運転されたこともあった。
- DE15形ディーゼル機関車

補助機関車。基本的に最後尾に連結されて後押ししていたほか、路線形態の都合上、一部区間（前述）は同機が牽引していた。

### 客車
東日本旅客鉄道（JR東日本）から購入した旧型客車4両編成。札幌方が1号車。編成内容は以下のとおり。
- 1号車 - スハフ42 2261（座席車）
- 4号車 - スハフ42 2071（座席車）

改造時に車掌室側の貫通幌設備を撤去してヘッドマークを掲げて車掌室は機器室となり、緩急室側は喫煙コーナーとなった他、トイレは処理装置と一体式とした洋式トイレに換装された。腰掛はニス塗り仕上げとなって飲食を考慮して各腰掛間に専用テーブルを設置した。

発表当初に公開されたイメージ図では車掌室側に展望デッキを設置し、デッキ柵や屋根(全車)をゴールドで塗装されていたが、
諸般の事象で展望車化改造は中止となった。
- 2号車 - オハシ47 2001（カフェカー）

詳細はオハシ47 2001を参照
- 3号車 - オハフ33 2555（座席車）

スハフ42と同様、腰掛はテーブル付きニス塗り仕上げとなって水洗設備はトイレ、洗面所共に機器室化され、

全車に追加されたドア集中鎖錠装置を搭載して乗降ドアを半自動制御はこのオハフ33にある車掌室からの集中制御が出来る様に改造された
この他、購入後に外装が濃紺に変更され、各車にダルマストーブやサービス電源用の発電機(車軸発電機は撤去)が追加された。

2012年（平成24年）運行分に関しては、北海道デスティネーションキャンペーンの一環として運行されることから、利用客増大を考慮して14系「SLすずらん号」編成による運行が発表された。